# Stol, Karavanke
Stòl (tudi Veliki Stol, nemško Hochstuhl) je gora, ki z 2236 metri predstavlja najvišji vrh Karavank. Čez njegov vrh in greben poteka državna meja med Republiko Slovenijo in Republiko Avstrijo.
Na vrh je možno pristopiti po različnih poteh tako s slovenske kot z avstrijske strani. Enega pristopov iz Avstrije predstavlja celo zavarovana plezalna pot čez severno steno gore.
Pod vrhom Malega Stola (2198 m) stoji na nadmorski višini 2193 m Prešernova koča, ponovno postavljena leta 1966 namesto svoje predhodnice (odprte 1927), ki so jo leta 1942, med drugo svetovno vojno, požgali partizani.

## Galerija
- Stol z Blejskega gradu
- Stol z vrha Begunjščice
- Pogled na Stol, v ospredju cerkev sv. Katarine na Homu
- Pogled na Stol in na Završniško jezero
- Pogled na Stol (desno) iz Radovljice